# Color Me Barbra
| Recensione | Giudizio |
| ---------- | -------- |
| AllMusic   |          |

Color Me Barbra è il settimo album in studio della cantante statunitense Barbra Streisand, pubblicato nel 1966 dalla Columbia Records.

## Tracce
Lato A
1. Yesterdays – 3:05 (Harbach, Kern)
2. One Kiss – 2:17 (Hammerstein II, Romberg)
3. The Minute Waltz – 1:59 (Chopin, O'Kun)
4. Gotta Move – 2:01 (Matz)
5. Non C'est Rien – 3:27 (Basile, Canfora, Jourdan)
6. Where or When – 3:06 (Hart, Rodgers)

Lato B
1. Medley – 9:00
2. C'est Si Bon (It's So Good) – 3:40 (Betti, Hornez, Seelan)
3. Where Am I Going? – 2:50 (Coleman, Fields)
4. Starting Here, Starting Now – 2:53 (Maltby, Shire)

## Classifiche
| Classifica (1966) | Posizione massima |
| ----------------- | ----------------- |
| Australia         | 5                 |
| Germania          | 33                |
| Norvegia          | 15                |
| Stati Uniti       | 3                 |

## Riconoscimenti
- 1967 - Grammy Award
  - Nomination Album dell'anno a Barbra Streisand
  - Nomination Miglior interpretazione vocale femminile a Barbra Streisand
  - Nomination Miglior copertina a Elinor Bunin, Bob Cato e John Berg